# Tramwaj (film)
Tramwaj – czarno-biała, niema etiuda produkcji polskiej z 1966 roku, w reżyserii Krzysztofa Kieślowskiego. Reżyserski debiut Kieślowskiego.

## Opis fabuły
Młody mężczyzna źle się czuje na prywatce i opuszcza zabawę. Po wyjściu z mieszkania goni nocny tramwaj, a następnie jedzie nim wraz z samotną dziewczyną. Młodzi pomimo nawiązania wzrokowego kontaktu, nie zapoznają się ze sobą. Chłopak wysiada na swoim przystanku, a tramwaj z dziewczyną odjeżdża. Chłopak ponownie goni pojazd, ale tym razem bez powodzenia.

## Obsada
- Jerzy Braszka – chłopak[1]
- Maria Janiec – dziewczyna w tramwaju[1]